# Katastrofa lotu Iran Air 655
Katastrofa lotu Iran Air 655 – wypadek lotniczy, do którego doszło 3 lipca 1988, podczas wojny iracko-irańskiej. Irański samolot pasażerski Airbus A300 z 290 osobami na pokładzie został zestrzelony przez amerykański krążownik USS Vincennes.

## Przebieg zdarzeń

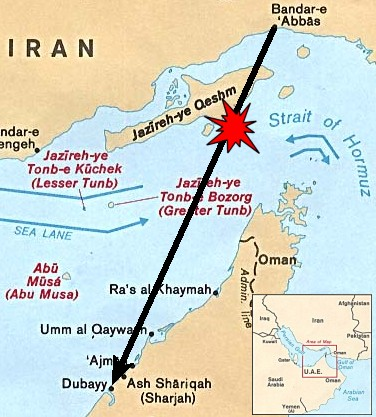
Trasa przelotu irańskiej maszyny z zaznaczonym miejscem jej zestrzelania

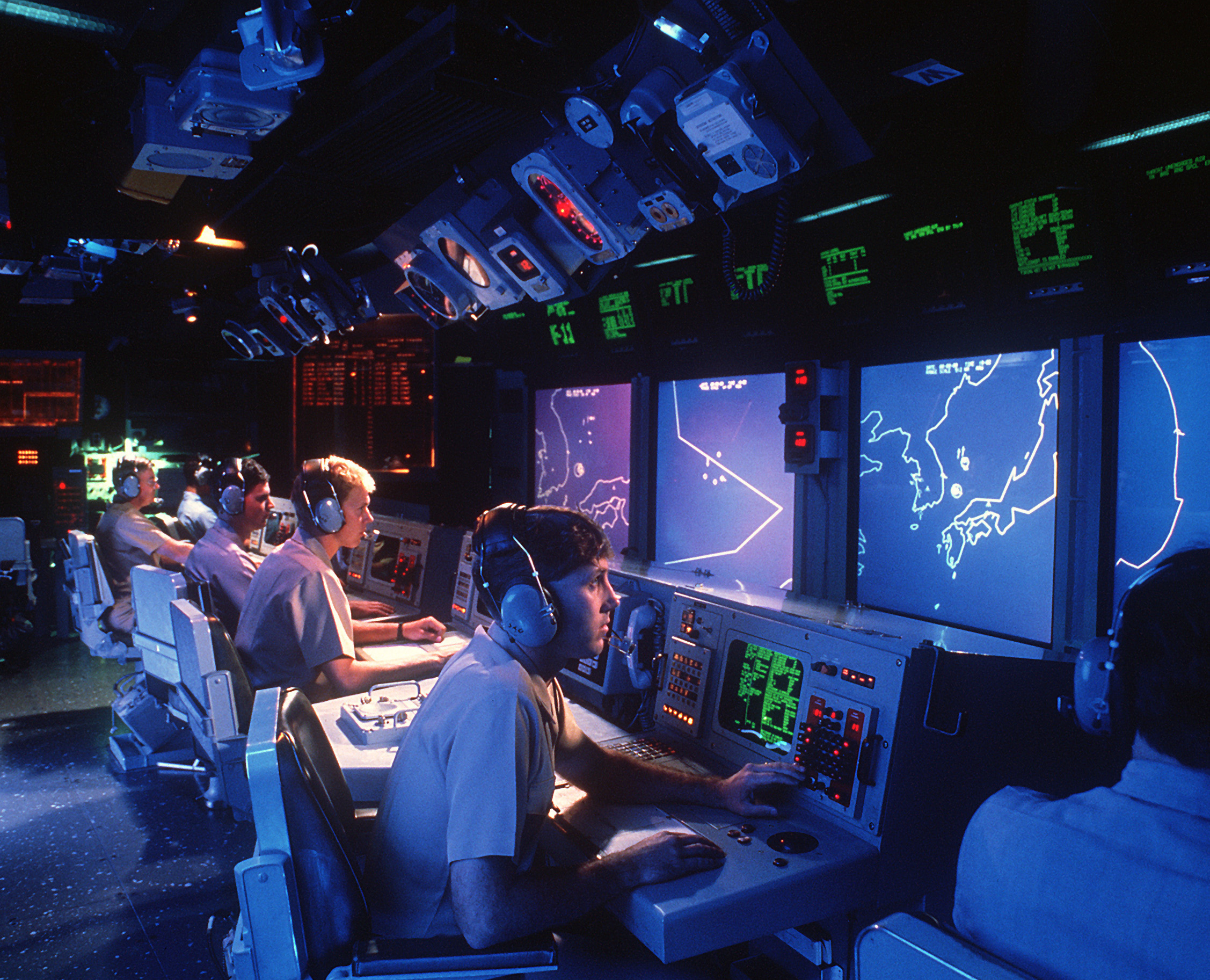
Centrum kontrolno-operacyjne systemu AEGIS na USS Vincennes

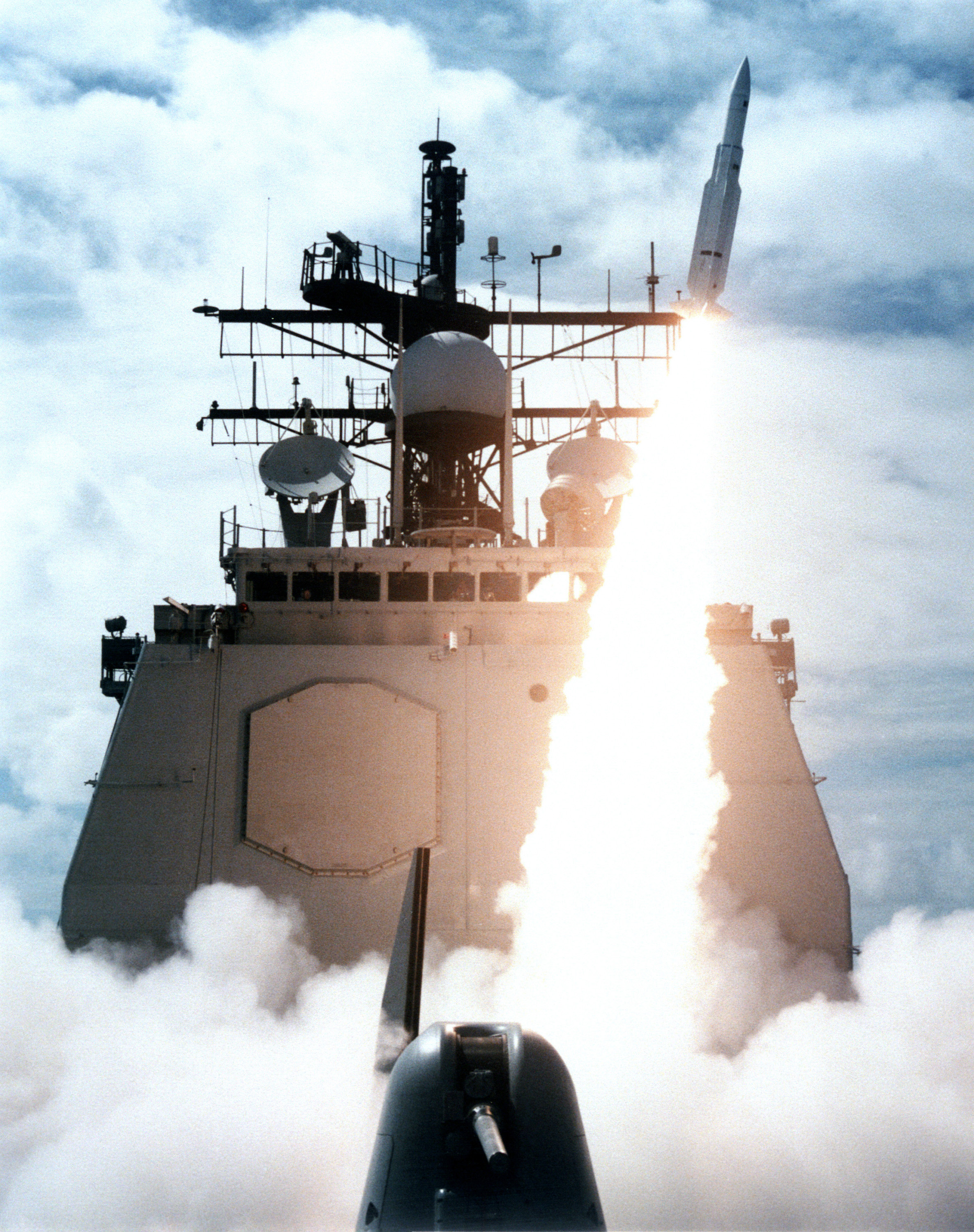
Odpalenie rakiety SM-2MR na USS Vincennes (ćwiczenia)

W niedzielę, 3 lipca 1988 roku o godz. 10:17 czasu lokalnego, samolot Airbus A300B2-203 rejs nr IR655 irańskich linii lotniczych Iran Air (kod EP-IBU) wystartował z lotniska w Bandar-e Abbas w południowym Iranie. Celem komercyjnego lotu (nie figurującego w rutynowym rozkładzie lotów) był Dubaj w Zjednoczonych Emiratach Arabskich, który maszyna miała osiągnąć po krótkim, niespełna półgodzinnym locie nad cieśniną Ormuz. Na pokładzie pilotowanego przez kpt. Mohsena Rezaiana (7 tys. wylatanych godz.) samolotu znajdowało się 274 pasażerów (w tym 66 dzieci) i 16 członków załogi. Start odbył się z 27 min. opóźnieniem. Trasa przelotu biegła na wysokości 4300 m w międzynarodowym korytarzu powietrznym „Amber 59" o szerokości 35 km, będącym linią prostą pomiędzy punktem startu i lądowania samolotu.
W tym samym czasie w cieśninie Ormuz znajdował się wyposażony w system AEGIS amerykański krążownik rakietowy typu Ticonderoga USS Vincennes (nr boczny 49) pod dowództwem komandora Williama C. Rogersa III. Amerykański okręt patrolował wody Zatoki Perskiej w celu obrony kuwejckich tankowców przed atakami sił irackich i irańskich (operacja „Earnest Will”), od ośmiu lat prowadzących ze sobą wojnę. Amerykańska jednostka została skierowana do cieśniny Ormuz po tym, jak 14 kwietnia 1988 na irańskiej minie morskiej wyleciała w powietrze amerykańska fregata USS Samuel B. Roberts. Rankiem 3 lipca amerykański okręt wpłynął na irańskie wody terytorialne w pościgu za irańskimi motorówkami, które wcześniej ostrzelały w irańskiej przestrzeni powietrznej amerykański śmigłowiec.

### Wersja amerykańska
Według oficjalnej wersji strony amerykańskiej o godzinie 10:17, wznoszący się irański samolot został wykryty i omyłkowo zidentyfikowany przez amerykański krążownik jako irański F-14 Tomcat. Do pomyłki tej miał przyczynić się fakt, że parametry lotu wykrytego Airbusa odpowiadały klasycznemu „profilowi” podchodzącego do ataku F-14 oraz to, że cywilne lotnisko w Bandar-e Abbas było wykorzystywane przez irańskie siły powietrzne jako baza F-14. Według tych samych źródeł USS Vincennes, przed odpaleniem rakiet aż 11 razy próbował nawiązać łączność radiową z samolotem, który nie odpowiadał. W momencie, gdy irańska maszyna zaczęła zbaczać w kierunku amerykańskiej jednostki i znalazła się 5 km od pierwotnej trajektorii lotu, dowództwo krążownika postanowiło dłużej nie czekać. O 10:24 z krążownika odpalono w kierunku samolotu dwie rakiety typu ziemia-powietrze SM-2MR. Obydwa pociski, po przebyciu dystansu 14 800 m trafiły w cel na wysokości 4100 m. Irański samolot został rozerwany na co najmniej dwie części i spadł do morza.
Powyższa wersja wydarzeń znalazła się w raporcie adm. Williama Fogarty’ego, który stanął na czele komisji specjalnej powołanej do zbadania przyczyn incydentu. 8 września 1988 przedstawił on swoje ustalenia Komisji Sił Zbrojnych Senatu USA i odpowiedział na pytania jej członków. Raport komisji Fogarty’ego został odtajniony tylko częściowo: część pierwsza w 1988 i część druga w 1993. Główną przyczyną zestrzelenia był według raportu stan psychiczny dowództwa amerykańskiego krążownika, działającego w warunkach wojennych pod wpływem dużego stresu oraz podobieństwo wspomnianego już „profilu lotu” irańskiej maszyny do klasycznego ataku irańskich myśliwców. Wnioski w nim zawarte wywołały olbrzymią falę krytyki.

### Wersja irańska
Rząd Iranu do dziś uważa atak na cywilną maszynę za rozmyślny akt barbarzyństwa. Według oficjalnych źródeł irańskich, nawet w wypadku mylnej identyfikacji maszyny, ostrzał jakiegokolwiek samolotu z wód terytorialnych jego kraju był aktem co najmniej ignorancji, a nie nieszczęśliwym wypadkiem i winien być rozpatrywany jako międzynarodowe przestępstwo. Nawet jeśli samolot byłby wojskowym F-14, Amerykanie nie mieli prawa go zestrzelić. Iran w ogóle podaje w wątpliwość mylną identyfikację maszyny. Jego zdaniem nowoczesny system AEGIS w pełni umożliwiał amerykańskiej obsłudze ustalenie, z jakim samolotem ma do czynienia.
Władze Iranu uważają, że w omawianym okresie Iran i USA znajdowały się w stanie niewypowiedzianej wojny, a zestrzelenie cywilnego samolotu należy traktować jako akt agresji, mający zmusić Iran do zawarcia rozejmu w trwającej wojnie z Irakiem. Według Teheranu Stany Zjednoczone, niezależnie od błędów popełnionych przez załogę okrętu, na mocy prawa międzynarodowego, ponoszą pełną odpowiedzialność za jego działania.

### Źródła niezależne
W czasie swojego lotu irański samolot znajdował się w stałym kontakcie z wieloma służbami kontroli lotów w regionie, monitorowanymi przez Organizację Międzynarodowego Lotnictwa Cywilnego. Na kilka sekund przed odpaleniem rakiet z USS Vincennes piloci maszyny prowadzili rozmowy w języku angielskim z kontrolą lotów w Bandar-e Abbas. Zgodnie z oficjalnymi ustaleniami komisji Fogarty’ego, amerykański krążownik miał możliwość słuchania rozmów na częstotliwości cywilnej międzynarodowej, ale nie na częstotliwości, którą wykorzystywał komercyjny lot irański (bo jej nie znał). Według raportu Organizacji Międzynarodowego Lotnictwa Cywilnego (ICAO) Amerykanie siedmiokrotnie próbowali nawiązać kontakt radiowy z irańskim samolotem na częstotliwości wojskowej i trzykrotnie na cywilnych, za każdym razem wywołując „niezidentyfikowany samolot lecący z prędkością 350 węzłów”. Czarna skrzynka irańskiego samolotu wykazała później, że piloci irańskiej maszyny słyszeli trzy ostatnie komunikaty, jednak omyłkowo odnieśli je do irańskiego samolotu Orion, który wcześniej operował w tym rejonie.
W maju 2003 pozarządowa organizacja Międzynarodowe Stowarzyszenie Studiów Strategicznych (ISSA) określiła umieszczenie okrętu wyposażonego w AEGIS w strefie lotów cywilnych jako „nieodpowiedzialne”, a działanie kapitana amerykańskiej jednostki uznała za „agresywne”.

### Media
W 2005 stacja telewizyjna National Geographic Channel wyprodukowała film z cyklu Air Crash Investigation (Katastrofy w przestworzach) pt. Mistaken Identity, przedstawiający dokładny przebieg zdarzeń w czasie incydentu. Autorzy filmu – Jono Nemethy i Lisa Stamm, przedstawili w nim wersję wydarzeń, według której irański samolot został przez obsługę krążownika zidentyfikowany w systemie IFF (Identification friend or foe) jako jednostka cywilna, czyli niekodowana jako swój lub wrogi samolot wojskowy i że tuż przed odpaleniem rakiet wyraźnie oddalał się on od okrętu amerykańskiego, powracając do centrum korytarza Amber 59, co zostało zignorowane przez obsługę AEGIS. W filmie zacytowano wypowiedź kmdra Rogersa, który stwierdził, że pomimo tych okoliczności zdecydował się na atak działając w obronie życia załogi i powierzonej mu jednostki. W programie podano też, że amerykański okręt zaatakował irańskiego Airbusa znajdując się już na irańskich wodach terytorialnych (USA nie były w stanie wojny z Iranem).
W 1992 dwaj amerykańscy dziennikarze John Barry i Roger Charles w artykule opublikowanym w Newsweeku konkludowali swój drobiazgowy opis wydarzeń stwierdzeniem, że kmdr Rogers działał „lekkomyślnie i bez należytej staranności”.

## Okoliczności mające wpływ na bieg wydarzeń
Oficjalne źródła oraz niezależni eksperci wymieniają kilka okoliczności, które mogły mieć wpływ na zaistniałą pomyłkę:
- dowództwo krążownika nie posiadało w pełni możliwości kontaktowania się ze służbami cywilnej kontroli lotów Iranu, co było wynikiem napiętych stosunków pomiędzy obydwoma krajami i braku odpowiedniego przeszkolenia personelu w tym zakresie.
- w rejonie incydentu, niedługo przed irańskim Airbusem przebywał również irański samolot rozpoznawczy P-3 Orion, o czym wiedziała zarówno załoga irańskiego samolotu pasażerskiego, jak i amerykańskiego krążownika.
- dowództwo amerykańskiego okrętu miało świadomość, że prawie rok przed nieszczęśliwym wypadkiem, w Zatoce Perskiej iracki Mirage F1 zaatakował i poważnie uszkodził amerykańską fregatę USS Stark. W rezultacie trafienia rakietami Exocet zginęło 37 amerykańskich marynarzy, a 21 zostało rannych, sam okręt zaś został poważnie uszkodzony.
- zbliżanie się w kierunku amerykańskiego okrętu niezidentyfikowanej maszyny mogło zostać zinterpretowane przez dowództwo krążownika, który wcześniej stoczył walkę z irańskimi kutrami, jako atak odwetowy strony irańskiej.
- brak doświadczenia amerykańskiej obsługi w wykorzystywaniu systemu AEGIS w warunkach bojowych.

## Następstwa

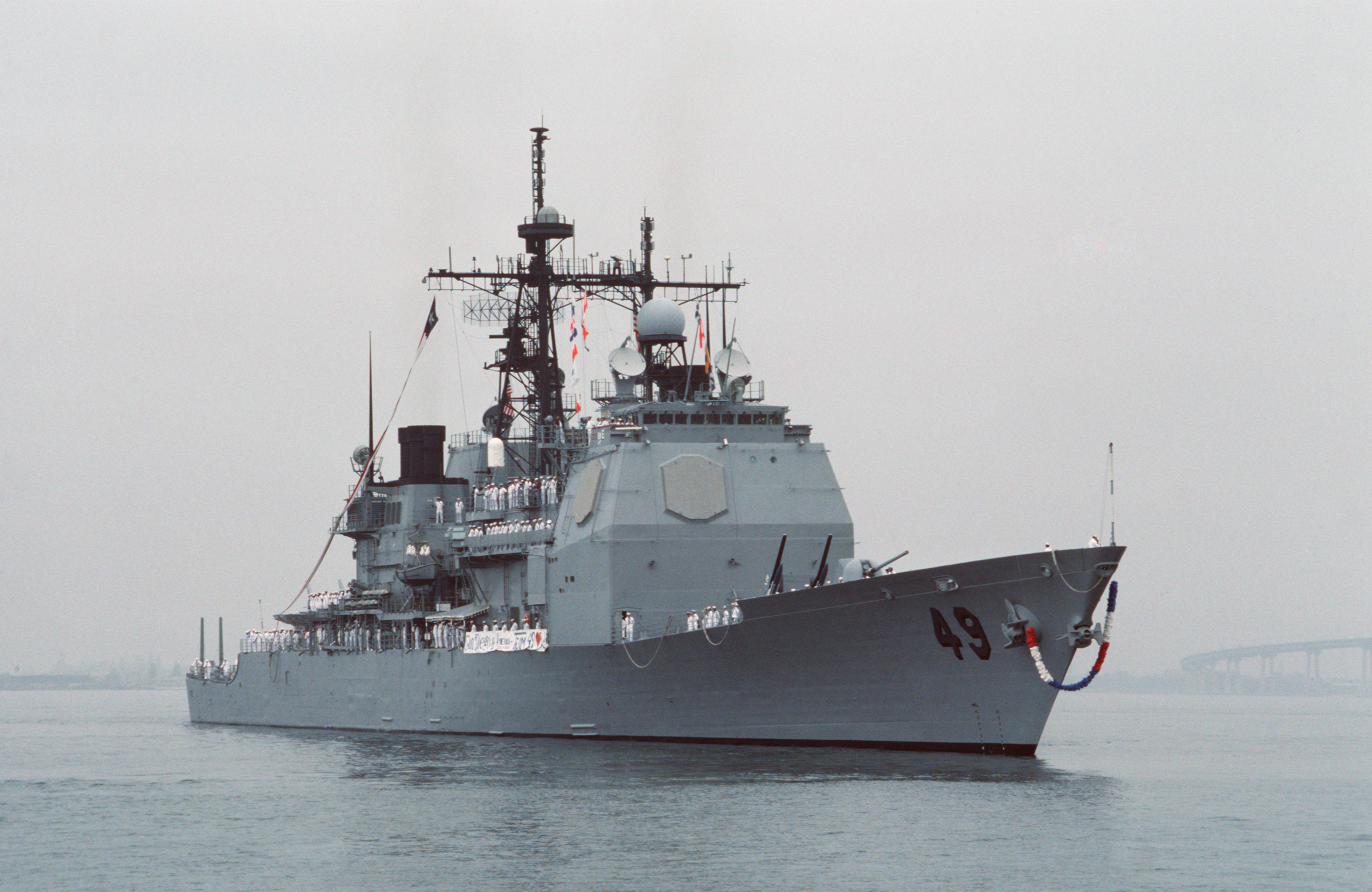
USS „Vincennes” w drodze powrotnej do bazy w San Diego w październiku 1988

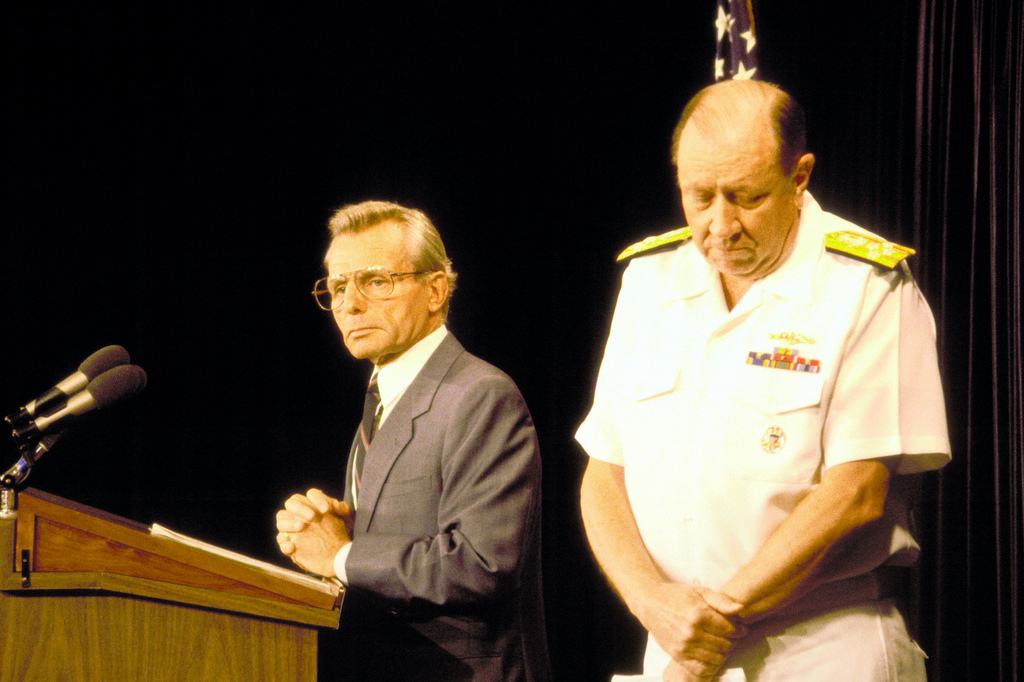
Sekretarz obrony Frank Carlucci i adm. William Crowe podczas konferencji prasowej na temat incydentu, zwołanej w Białym Domu 19 sierpnia 1988

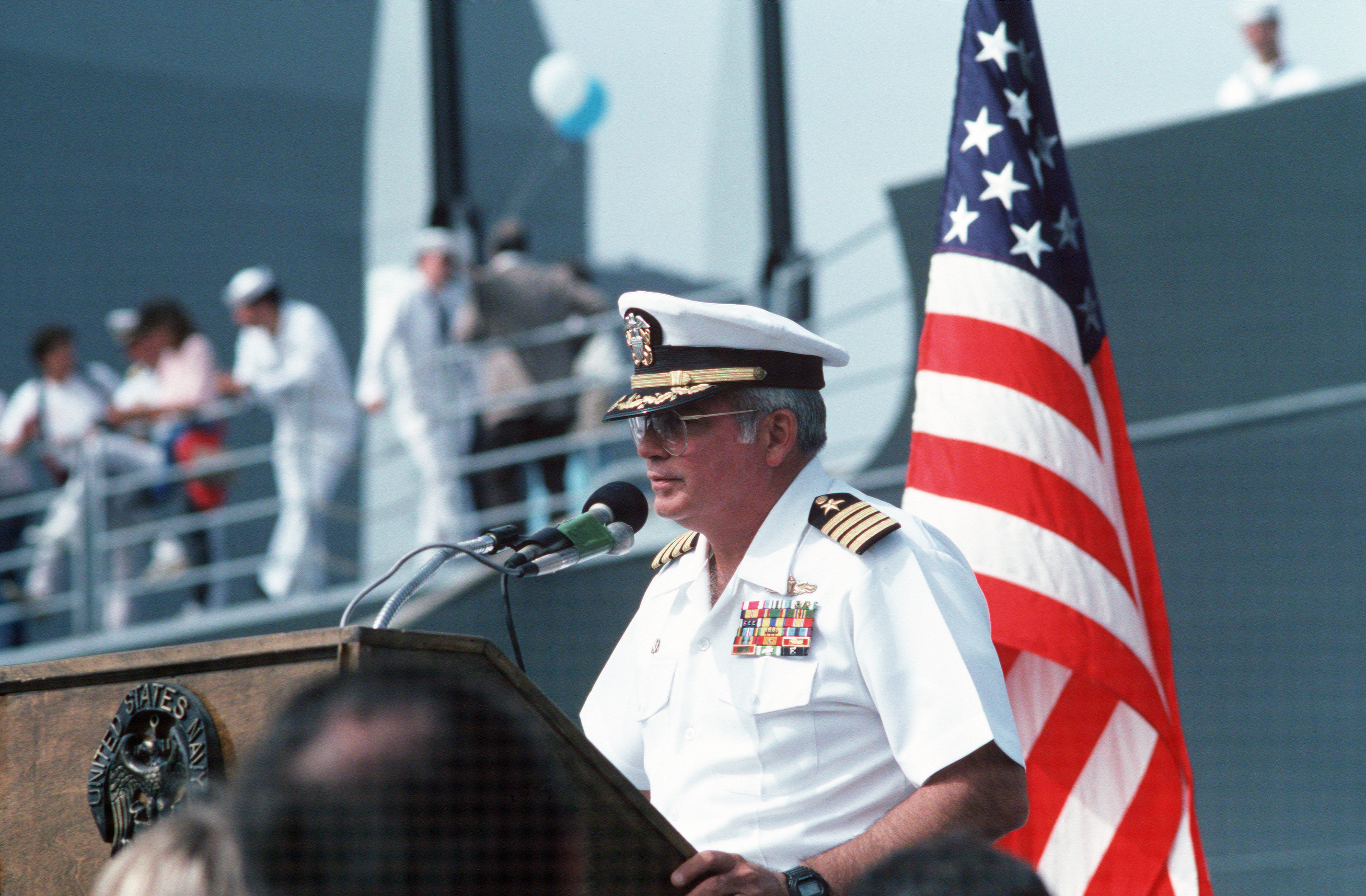
Kmdr Will C. Rogers podczas ceremonii powitalnej USS Vincennes w porcie San Diego 24 października 1988

Incydent doprowadził do ostrej konfrontacji dyplomatycznej nie tylko w relacjach Iran–Stany Zjednoczone, ale również na linii USA–ZSRR. Związek Radziecki zażądał na forum Zgromadzenia Ogólnego ONZ jednoznacznego potępienia działań USA w Zatoce Perskiej w myśl rezolucji ONZ nr 598. Zdarzenie w ogóle stawiało Stany Zjednoczone w bardzo niewygodnej sytuacji na arenie międzynarodowej, również dlatego, że w 1983 roku w podobnych okolicznościach (atak na mylnie zidentyfikowany samolot pasażerski) Rosjanie zestrzelili południowokoreańską maszynę cywilną. Wtedy Biały Dom uznał radziecką pomyłkę za jednoznaczny akt piractwa międzynarodowego. Również wcześniej, w wypadkach zestrzeleń samolotów cywilnych przez siły zbrojne obcego państwa (El Al 402, Libyan Arab Airlines 114, Korean Air 007), Waszyngton zawsze ostro potępiał takie akty. Sam Iran tragiczny incydent do dzisiaj uznaje za dokonany z premedytacją akt agresji i często wykorzystuje w swojej antyamerykańskiej propagandzie. W połowie lipca 1988 minister spraw zagranicznych Iranu Ali Akbar Velayati wystąpił do Rady Bezpieczeństwa ONZ z wnioskiem o wydanie rezolucji potępiającej Stany Zjednoczone za „przestępstwo, zbrodnię i masakrę”.
24 października 1988 USS Vincennes powrócił do Stanów Zjednoczonych i wpłynął do San Diego, gdzie załogę krążownika powitano jak bohaterów. Jej członkowie otrzymali medale Combat Action Ribbon, a koordynator ognia por. Scott Lustig został odznaczony Navy Commendation Medal. Sam kmdr Rogers w 1990 dodatkowo otrzymał Legion of Merit „za wyjątkowe zasługi podczas wykonywania obowiązków dowódcy w okresie od kwietnia 1987 do maja 1989 roku”.
29 lutego 1996 rząd Stanów Zjednoczonych zgodził się wypłacić odszkodowanie rządowi Iranu w wysokości 61,8 mln dolarów za 248 obywateli irańskich, którzy zginęli w wypadku. Na sumę tę składało się 300 tys. dolarów za każdą ofiarę aktywną zawodowo i 150 tys. na każdą nieaktywną. Wypłaty odszkodowania za sam utracony samolot w wys. 30 mln dolarów Amerykanie odmówili. Rząd amerykański uważał wypłatę odszkodowania za jednostronny akt dobrej woli, nie oznaczający uznania swojej odpowiedzialności za zaistniałą tragedię. Wypłata odszkodowania zakończyła sprawę wniesioną przez rząd Islamskiej Republiki Iranu przeciwko Stanom Zjednoczonym przed Międzynarodowym Trybunałem Sprawiedliwości w maju 1989 roku.

## Obywatelstwa ofiar
| Państwo                      | Pasażerowie | Załoga | Razem |
| ---------------------------- | ----------- | ------ | ----- |
| Iran                         | 238         | 16     | 254   |
| Zjednoczone Emiraty Arabskie | 13          | –      | 13    |
| Indie                        | 10          | –      | 10    |
| Jugosławia                   | 6           | –      | 6     |
| Pakistan                     | 6           | –      | 6     |
| Włochy                       | 1           | –      | 1     |
| Razem                        | 274         | 16     | 290   |